# Stade de Mata-Utu
El Stade de Mata Utu también llamado Stade de Kafika es un estadio de usos múltiples en la localidad de Mata-Utu, en la isla de Wallis, en el territorio dependiente de Francia de Wallis y Futuna. Actualmente se utiliza sobre todo para los partidos de fútbol. El estadio tiene capacidad para 1500 personas aproximadamente.